# Puschkinpromenade (Cottbus)

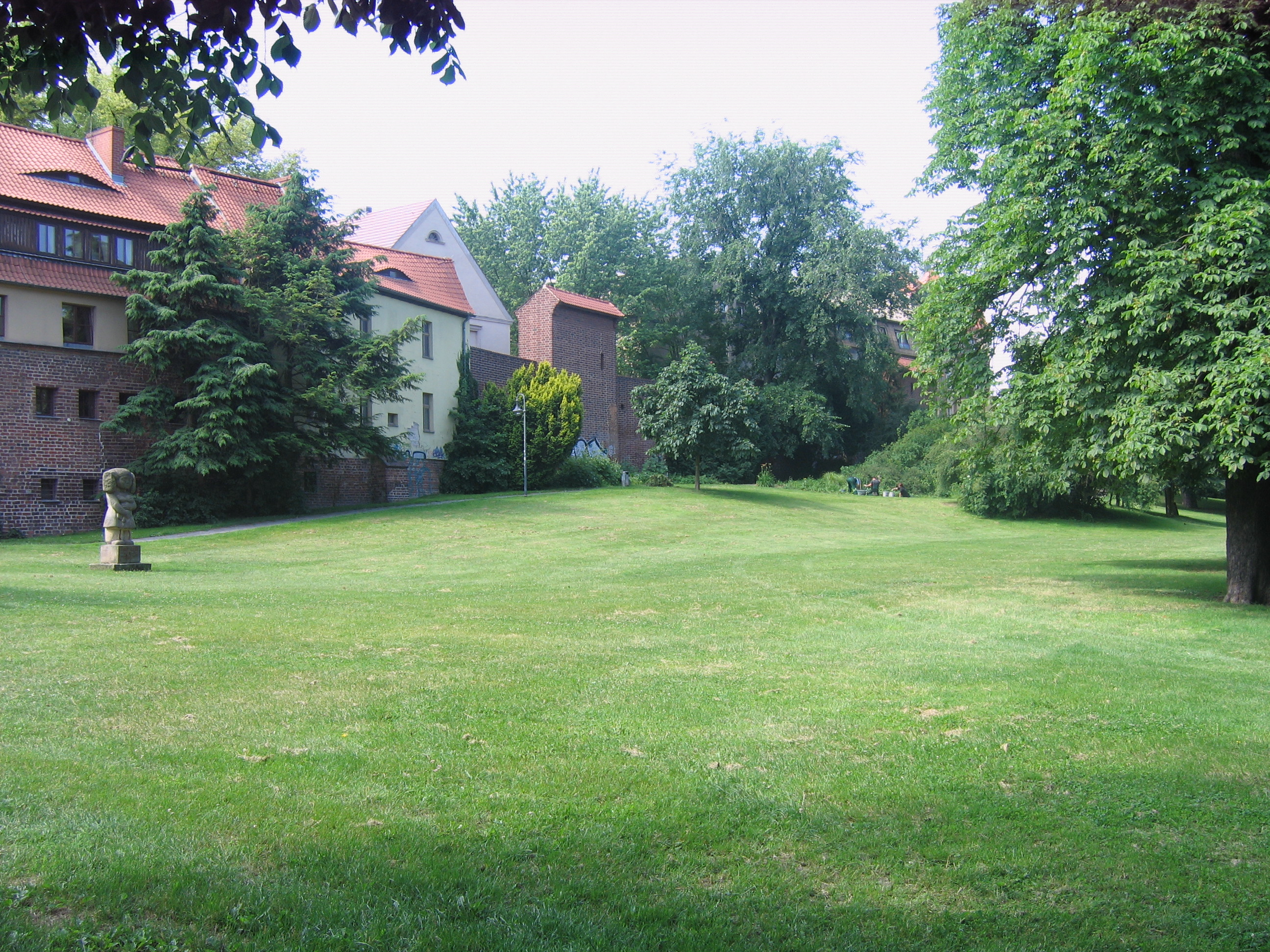
Puschkinpromenade, denkmalgeschützte Parkanlage

Die Puschkinpromenade, niedersorbisch Puškinowa promenada, ist eine Parkanlage in Cottbus und verläuft entlang der gesamten Nordseite der Altstadt und verbindet die Zimmerstraße mit der Karl-Marx-Straße. Nur die Nordseite der Promenade ist bebaut.

## Überblick
Anfang des 19. Jahrhunderts standen nur drei Häuser in dieser Straße. 1835 folgte die erste Tuchfabrik außerhalb der Stadt, die später Stadtvillen weichen musste. Mit dem Bau des Friedrich-Wilhelm-Gymnasiums 1865 begann eine grundlegende Veränderung der städtebaulichen Struktur. Zwischen 1874 und 1878 entstanden zehn repräsentative Villenbauten sowie in den 1880er Jahren drei Mietwohnhäuser und die Augusta-Schule. Die südliche Seite der Puschkinpromenade ist eine städtische Grünanlage auf dem ehemaligen Luckauer Wall. Benannt ist sie nach dem russischen Dichter Alexander Sergejewitsch Puschkin. Die Puschkinpromenade ist ein wesentliches ortsbildprägendes Teilstück der Grünanlagen im Bereich der früheren Wallanlagen und hat deshalb städtebauliche Bedeutung.

## Geschichte
1744 wurden auf dem „Stadtgraben“ zweitausend Maulbeerbäume für die Bepflanzung der Wälle, Straßen und öffentlichen Plätze herangezogen. Am 15. August 1813 wurde am westlichen Ende des Luckauer Walls eine „Napoleonslinde“ in einer ersten gestalteten kleinen Parkanlage gepflanzt. 1829 verpachtete der Magistrat die Maulbeerbäume und es taucht zum ersten Mal die Bezeichnung „Promenadenalleen“ und „Wallpromenade“ auf. Nach 1830 wurden die Flächen zwischen Stadtmauer und dem inneren Stadtgraben an Einwohner verpachtet, mit der Auflage, dort Gärten anzulegen. Der 1872 gegründete Verschönerungsverein ließ eine erste bescheidene Schmuckanlage im Bereich des Denkmals für die Gefallenen der Kriege 1864, 1866 und 1870/71 errichten. 1964 wurde diese Siegessäule beseitigt. Ebenfalls durch den Verschönerungsverein erfolgte 1886 die Umgestaltung des Luckauer Walls in eine typisch gründerzeitliche Anlage mit Wegen, Rondellen und Schmuckbepflanzungen, die von niedrigen Hecken eingefasst wurden. 1892 kam am östlichen Ende ein Spielplatz hinzu. Ab 1905 wurde am westlichen Ende eine weitere Schmuckanlage mit dem „Japanischen Pavillon“ geschaffen.
Die Ausmuldung zwischen dem inneren Stadtgraben und dem Luckauer Wall war 1945 noch mit Gärten versehen. 1949/50 wurde sie im „Zweijahresplan Trümmerbeseitigung“ fast vollständig mit den Schuttmassen abgetragener Kriegsruinen verfüllt. Im Juni 1949 erfolgte die Umbenennung in Puschkinpromenade. Ab Winter 1956/57 erfolgte eine Umgestaltung der ehemaligen Promenade und der verfüllten Bereiche in eine zusammenhängende Grünanlage. 1958 wurde in einem erhaltenen Bereich der Grubensenke im östlichen Teil der Promenade eine Spritzeisbahn errichtet. Daran angrenzend wurde eine Aufschüttung aus Schutt und Müll zum Rodelberg umgestaltet, bepflanzt und mit Wegen erschlossen. In den folgenden Jahrzehnten wurde die Puschkinpromenade immer wieder neu gestaltet. Ein eckiges Wegesystem mit zahlreichen Sitzplätzen, Staudenrabatten, Natursteinmauern und Plattenflächen wurde geschaffen. Ein Freilandschach, ein Wassergarten und Brunnenanlagen wurden integriert. Die Hinzufügung großer Sandspielbereiche, befestigter Flächen mit Tischtennisplatten und Spielgeräten sowie dem Rodelberg beeinträchtigten den Parkcharakter der Promenade.
Anlässlich des 30. Jahrestages der DDR erfolgte im Bereich des ehemaligen Wassergartens die Einweihung des Ehrenhains für die Opfer des Faschismus und Militarismus. 1981 wurden zahlreiche Plastiken des IX. Internationalen Hoyerswerdaer Bildhauersymposiums in der Parkanlage aufgestellt. In Vorbereitung auf die Bundesgartenschau wurden 1995 Wege, Platzflächen, Natursteinmauern, die Brunnenanlagen sowie die Staudenpflanzungen und der Gehölzbestand saniert. Dabei wurde die zu DDR-Zeiten vorgenommene planmäßige Überformung beibehalten. Es wurden nur nachträglich störende Eingriffe korrigiert (Rückbau der später eingebrachten Wege und Plätze, Verlagerung der überdimensionierten Spielbereiche). Der östliche Endabschnitt (damals verwildert und als Parkplatz missbraucht) wurde wiederhergestellt. Die Beseitigung des Rodelberges und des versiegelten Bereichs der Eislauffläche scheiterte an den Kosten, denn das dortige Erdreich ist stark mit Schwermetallen belastet und würde einen unangemessenen finanziellen Aufwand mit sich bringen.

## Baudenkmale
|   | Lage                                      | Bezeichnung | Beschreibung | Bild |
| - | ----------------------------------------- | --- | --- | ---- |
| 1 | Puschkinpromenade 1–15a, Zimmerstraße 1/2 | Puschkinpromenade: Abschnitt der Straße Puschkinpromenade zwischen Friedrich-Ebert-Straße und Zimmerstraße einschließlich der Bebauung an der Nordseite der Straße mit den typischen Vorgärten und deren Einfriedungen sowie dem Altbaumbestand | Die heutige Puschkinpromenade aus dem 19. Jahrhundert ist der jahrhundertealte Verbindungsweg in West-Ost-Richtung von den drei Brunschwigdörfern bis zum einzigen Spreeübergang nach Sandow. Sie verläuft entlang der Stadtbefestigung an der Nordseite der Altstadt von der heutigen Karl-Marx-Straße bis zur Zimmerstraße am Spreeufer. Seit 1879 als Promenadenstraße und ab 1892 als Promenade bezeichnet, erhielt sie 1949 den Namen des russischen Dichters Alexander Sergejewitsch Puschkin. Die Promenade wurde in der zweiten Hälfte des 19. Jahrhunderts auf dem ehemaligen Luckauer Wall errichtet. Erfolgreiche Fabrikanten und Geschäftsleute ließen vor den Toren von Cottbus repräsentative Villen in protzigen Stil der Kaiserzeit erbauen. Nach umfangreichen Sanierungen in den letzten Jahren erstrahlt die Promenade wieder im alten Glanz. Auf Grund ihres Straßenbildes mit Bebauung, Einfriedungen und der Grünzone mit alleeartiger Baumbepflanzung, genießt die Puschkinpromenade seit den 1970er Jahren den Schutz als Denkmalbereich. |      |
| 2 | Puschkinpromenade                         | Ehrenhain für die Opfer des Faschismus und Militarismus | Der Ehrenhain für die Opfer des Faschismus und Militarismus befindet sich in der Puschkinpromenade, in der Nähe der nördlichen Stadtmauer und im Bereich der früheren Wallanlagen von Cottbus. Im Zentrum des überdimensionalen Denkmals sind in der kleinen mit Betonplatten befestigten Anlage eine fallende Einzel- und eine von Sandstein flankierte Gruppe aus Bronze zu sehen. Die Rückwand der Gruppenplastik besteht aus Vogtländer Schiefer und stellt ein sich wellendes Banner dar. Es soll die Opfer darstellen, die während der Zeit des Zweiten Weltkrieges am 15. Februar 1945 bei dem Bombenangriff ums Leben kamen und es zeigt den Kampf junger Frauen und Männer gegen den Faschismus. Das Denkmal wurde vom Künstler Heinz Mamat 1979 errichtet, am 9. September 1979 erfolgte die Einweihung anlässlich des 30. Jahrestages der DDR. Heinz Mamat seit 1962 in Cottbus lebend, arbeitete mit Bronze, Granit, Beton und Holz. Er starb im Januar 2017. In den 80er Jahren stellte man die Figuren um, im Herbst 2004 wurden die Figuren abgebaut, gereinigt und repariert, sowie der Sockel und die Standfläche wiederhergestellt. Das Ehrendenkmal soll eine Mahnung für die Bevölkerung sein. Eine Figur vom Bildhauer „Das sitzende Mädchen“ (1966) verschwand spurlos und wurde nach über 20 Jahren 2011 wiedergefunden. Durch die Mithilfe der Jürgen-von-Woyski-Stiftung konnte die Skulptur auf ihrem alten Platz in Hoyerswerda wieder aufgestellt werden. |      |
| 3 | Puschkinpromenade 2                       | Mietwohnhaus | Das Mietwohnhaus in der Puschkinpromenade 2 ließ der Bauherr Oskar Mittag 1881/82 errichten. In den Jahren von 1997 bis 2000 wurde das Gebäude umfassend saniert und rekonstruiert; dabei wurde unter anderem das Flachdach zurückgesetzt und eine Aufstockung vorgenommen. Die Schauseite wurde nach denkmalpflegerischen Gesichtspunkten restauriert, die Seiten- und Rückfronten der Fassade dagegen modernisiert und schlicht gestaltet. Dieses dreigeschossige Wohnhaus besitzt ein hohes Souterrain, darüber mittig, innerhalb der drei Geschosse, die sehr aufwendig gestaltete Hauptetage. Dominierend an der Schauseite ist links der mit zahlreichen Details gestaltete Seitenerker mit einem Balkonabschluss. Im Erker befinden sich in der Hauptetage schmale, hohe Fenster mit Halbsäulen und Kapitellen, darüber im Balkonbereich ein Rundbogenfenster in Halbsäulen zwischen zwei schmalen Seitenfenstern. Die Fensterfronten wurden mit profilierten Rahmungen, mit Sturzquaderungen und mit verzierten Schlusssteinen unterschiedlich gestaltet. Der zum Dach mit einem weit auskragenden Kranzgesims übergehende Fassadenabschluss ist von einer hohen Attika mit kräftig ausgebildeten Friesen über Putzfeldern und Ornamenten geprägt. Der Hauseingang, einem Portal nachempfunden, ist von kräftigen Säulen eingerahmt. Der farbig gestaltete Eingangsflur ist aufwendig dekoriert mit Eierstab- und Blattfriesen sowie einem marmorierten Putzspiegel. Von der bauzeitlichen Innenausstattung sind weite Teile erhalten geblieben, u. a. die Haupttreppe mit dem Oberlicht, die Wohnungs- und Zimmertüren und die Stuckdecken. Ebenfalls gut erhalten ist der bauzeitliche Lanzettenzaun auf einem Ziegelsockel, der das Grundstück umgibt. Dieses Wohnhaus dokumentiert mit allen Stilelementen den kaiserlichen Mietwohnhausbau zur Jahrhundertwende |      |
| 4 | Puschkinpromenade 6                       | Friedrich-Wilhelm-Gymnasium | Schon 1715 wurde in Cottbus eine Lateinschule am Oberkirchplatz erbaut, ein zweigeschossiger Fachwerkbau mit repräsentativer Fassade. Nach 1818 als Lyzeum geführt, verlieh König Friedrich Wilhelm III. am 20. März 1820 der Schule seinen Namen. Sie wurde als Gelehrtenschule anerkannt. Weil immer mehr Kinder auf diese höhere Schule gehen wollten, war sie bereits 1850 zu klein. Die Stadt erwarb 1860 das Baugrundstück in der späteren Puschkinpromenade 6 für einen geplanten Neubau. Von 1865 bis 1867 wurde das Friedrich-Wilhelm-Gymnasium, geplant von dem Architekten und preußischen Hofbaurat Adolf Lohse, von der Cottbuser Firma des Maurermeisters Friedrich Wilhelm Schneider ausgeführt. Auf dem Eckgrundstück zur Dreifertstraße wurde die große Dreiflügelanlage unter einem flachen Satteldach, deren Seitenflügel zur Puschkinpromenade vorgezogen sind, erbaut. Über dem Kellergeschoss befinden sich zwei Hauptgeschosse und ein niedrigeres Obergeschoss (Attika), die kleineren Fenster weisen auf die niedrigere Raumhöhe hin. Die Geschoss- und Fensterebenen sind durch Gesimse gegliedert. Eine große, mittig angelegte Freitreppe unter einem Eingangsaltan dominiert die Hauptfassade. Im Hochparterre werden die tiefer liegenden Fenster durch die Putzbänderung hervorgehoben. Das zweite Obergeschoss wird durch Wandpfeiler gegliedert, die Fenster werden durch Schmuckelemente und Gesimsverdachung betont. Über dem Eingang weisen große, ehemals farbig verglaste Rundbogenfenster auf die große Aula hin. An den äußeren Flügeln sind auf einem vieleckigen Grundriss die dreigeschossigen Treppenhausbauten mit Rundbogenfenstern errichtet worden. Die Innenräume sind schlicht gehalten, nur die Aula ist aufwändiger mit einer Stuckdecke, Wandpfeilern und einem Konsolgesims gestaltet. Die Farbgebung von 1867 (Stuckelemente und Decke in Weiß, Wandfelder in antikem Rot) wurde bei der Restaurierung 2001 wiederentdeckt und erneuert bzw. verwendet. Im ehemaligen Gymnasium werden heute die Schüler der Erich-Kästner-Grundschule unterrichtet. |      |
| 5 | Puschkinpromenade 6a                      | Direktorwohnhaus | Das Direktorenwohnhaus des Friedrich-Wilhelm-Gymnasiums wurde 1906/1907 an der westlichen Schulhofseite erbaut. Zuständig für den Bau des direkt an der Puschkinpromenade stehenden Hauses war die preußische Kreisbauinspektion Cottbus unter der Leitung des Geheimen Baurats Robert Beutler. Es ist ein neuklassizistisches zweigeschossiges Gebäude unter einer bewegten Dachlandschaft mit einem Dreiecksgiebel mit Oculus an der Frontseite. Die Fassade des Erdgeschosses fällt durch eine Putzbänderung auf, die als Quaderung dem Fenstersturz folgt. Im Obergeschoss sind die Fenster mit geohrten Faschen und Giebel- bzw. Gesimsverdachung verziert. Die beiden rechten Außenachsen sind schwach als Risalit vorgezogen, der von dem Dreiecksgiebel abgeschlossen wird. Dem Risalit wurde außerdem ein Altan mit Balkon vorgesetzt. Die zur Schule gerichtete östliche Fassade weist eine Holzveranda und einen Seitenrisalit mit variierenden Fensterformen auf. Zusammen mit dem markanten Gebäude des Gymnasiums setzt das Direktorenwohnhaus besondere städtebauliche Akzente. |      |
| 6 | Puschkinpromenade 11                      | Wohnhaus mit Einfriedung | Das Grundstück Ecke Puschkinpromenade / Friedrich-Ludwig-Jahn-Straße wurde im Jahre 1875 bebaut. Das villenartige Gebäude hat ein hohes Souterrain, 3 Stockwerke und wird von flachen Walmdächern abgedeckt. Die Grundfläche des Hauses ist V-förmig, die offene Seite zeigt zur Puschkinpromenade. Im abgestumpften Zwickel befindet sich ein abgerundeter zweigeschossiger Altan. Die Hausseiten sind mit Ziegeln und schlichtem Putzdekor verblendet. Diese Fassadenelemente gliedern die einzelnen Stockwerke vertikal. Die Fensterverkleidungen bestehen aus Putzrahmungen, Lisenen und Gesimsverdachungen. Im Obergeschoss sind plastisch ausgebildete Girlanden an der Sturzzone angebracht. Ein Kranzgesims über Zahnschnitt und Eierstab schließt die Fassade ab. An der rechten Nordseite wurde ein viergeschossiger Treppenhausrisalit angeschlossen. Die gut erhaltene Treppenhausanlage ist mit reich verzierten gusseisernen Setzstufen und Geländer versehen. Das Grundstück wird zur Straße hin durch einen gereihten Lanzettenzaun mit Pfeilern auf einem Ziegelsockel eingezäunt. Heute beherbergt das Gebäude einen Teil der Spreeschule; Förderschule mit dem Schwerpunkt „Geistige Entwicklung“. Zu diesem Zweck wurde am westlichen Eingang ein behindertengerechter Fahrstuhl eingebaut. |      |
| 7 | Puschkinpromenade 13/14                   | Augusta-Schule (heute Konservatorium) | Die Augusta-Schule (Konservatorium) wurde 1873 als Lehranstalt für Mädchen gegründet. Benannt wurde sie nach Kaiserin Augusta. Neubarock wurde mit Jugendstilformen kombiniert. In den Jahren 2006–2012 erfolgte der Einbau eines Aufzuges und der Bau eines barrierefreien Zuganges. Architekturgeschichtlich zählt die Schule zu herausragenden Vertretern des Kommunalbaus um 1910 in der Niederlausitz. |      |
| 8 | Puschkinpromenade 15                      | Gartenhaus | Das Gartenhaus ließ sich um 1800 die renommierten Tuchmacherfamilie Lutze erbauen. Bis in die Jahre 1883/84 wurde das Gartenhaus im damaligen Adressbuch als Sommerwohnung des Rentiers und Stadtrates Robert Lutze verzeichnet. Das kleine zweigeschossige Gebäude wurde auf einem quadratischen Grundriss errichtet und schließt mit einem Walmdach ab. Etwas abseits gelegen hinter der Puschkinpromenade entstand dieser freistehende Putzbau mit seinem feinen Fassadendekor. Horizontale Akzente in der Fassade werden durch das Gurtbandgesims und ein profiliertes Traufgesims gesetzt. Die Gebäudeecken werden von bauzeitlichen Lisenen gerahmt. Die offene Südfassade prägen flachbogig eingeschnittene Kreuzstockfenster, die gerahmt sind von ornamentalen Schlusssteinen in Bänderform. An den beiden Schmalseiten des Gebäudes fallen die aufgeputzten Blendfenster, verziert mit Schlusssteinen und Brüstungsspiegel auf. Der Eingang befindet sich auf der Ostseite des Gartenhauses. Das Gartenhaus und Wohnhaus an der Straßenseite werden von einer Ziegelmauer mit Bogengliederung getrennt. |      |